# French Championships 1957
Turniej tenisowy French Championships, dziś znany jako wielkoszlemowy French Open, rozegrano w 1957 roku w dniach 21 maja - 1 czerwca, na kortach im. Rolanda Garrosa w Paryżu.

## Zwycięzcy

### Gra pojedyncza mężczyzn
Sven Davidson -  Herbert Flam 6-3, 6-4, 6-4

### Gra pojedyncza kobiet
Shirley Bloomer -  Dorothy Knode 6-1, 6-3